# Miera
Miera è un comune spagnolo di 462 abitanti situato nella comunità autonoma della Cantabria, comarca di Trasmiera.
Il territorio comunale è attraversato dal fiume omonimo e il municipio è composto da 11 nuclei abitati fra i quali La Cárcoba è il capoluogo, distante 38 km da Santander, capitale della regione.
È un comune rurale che basa tradizionalmente la sua economia sull'agricoltura e sull'allevamento del bestiame soprattutto bovino, cui si dedica il 27,5% della popolazione attiva, accanto al 36,8% che è impiegato nei servizi, al 24,4% nell'edilizia e solo l'11,3% nell'industria.
Dall'inizio del XX secolo l'andamento demografico è costantemente e regolarmente decrescente a causa dell'emigrazione giovanile con conseguente calo della natalità. Il numero degli abitanti nel corso del XX secolo si è ridotto a meno di un terzo passando dai 1.489 del 1900 ai 488 registrati nel 2001. L'età media è di 47 anni, chiaro indice d'invecchiamento della popolazione.

## Storia
Le diverse grotte con materiali archeologici scoperte nel territorio municipale testimoniano la presenza umana nella zona fin dal paleolitico.
Le prime citazioni scritte relative a Miera riferiscono che nell'XI secolo vi si stabilì il Monasterio di Santa Maria a cui poi nel 1155 Alfonso VIII elargì un privilegio.
Nel Becerro de Behetria del 1351, raccolta di atti sui privilegi e obblighi delle varie località, si afferma che la famiglia Aguero ebbe diritti di signoria su queste terre, che erano di realengo cioè dipendenti direttamente dal re che le governava tramite un suo governatore detto corregidor in quanto sovrintendeva ad una circoscrizione territoriale chiamata corregimiento, lasciando però l'amministrazione a consigli designati dalla popolazione. Miera era compresa nel Corregimiento de las cuatro Villas de la Costa del Mar, fece parte della Junta de Cudeyo e i suoi delegati parteciparono alle Juntas Generales per la costituzione della provincia di Cantabria.
Nel 1822 si costituì in comune costituzionale con capoluogo La Cárcoba.
Nell'ultimo secolo la nota di maggior rilievo nella storia cittadina, che per altro accomuna Miera a molti altri municipi montani e rurali della Cantabria, è il progressivo spopolamento del territorio dovuto sia all'emigrazione verso zone che offrono migliori e meglio retribuite condizioni di lavoro, sia alla modernizzazione dei metodi e dei mezzi dell'agricoltura e dell'allevamento del bestiame che richiedono un numero minore di addetti rispetto al passato.

## Monumenti e luoghi d'interesse
Di notevole interesse sono le diverse Cuevas prehistoricas, grotte con graffiti e pitture rupestri esistenti nel territorio municipale.
Fra i monumenti religiosi sono da ricordare le chiese di Nuestra Señora de la Asuncion a La Cárcoba, dichiarata bien de intéres cultural, costruita nei secoli XV - XVII, e San Roman del XVII secolo a Mirones, frazione del comune. Interessanti sono anche le ermitas (santuari o piccole chiese solitarie) di San Pedro e del Santo Cristo entrambe del XVII secolo.
Fra l'architettura civile un certo interesse hanno l'Hotel Paris detto la Torre costruito nel 1905 a Mirones (hotel in questo caso non indica un albergo ma una casa abitata da una sola famiglia o una sola persona) e la Casa y Capilla dei secoli XVII-XVIII a Pumares, frazione del comune.

## Feste
Le feste da segnalare sono la Fiesta de La Caraba il 2 novembre e la festa di San Fernando il 30 giugno in Mirones.